# 肥後和男
肥後 和男（ひご かずお、1899年（明治32年）4月8日 - 1981年（昭和56年）2月24日）は、日本の歴史学者。東京教育大学文理科教授を経て、東京教育大学名誉教授。日本古代史の重鎮であった。茨城県久慈郡大子町出身。従三位勲三等旭日中綬章。

## 略歴
茨城県久慈郡大子町生まれ。茨城県立下妻中学校、東京高等師範学校を卒業後、福岡県立東筑中学校、長野師範学校で教鞭をとる。1927年（昭和2年）京都帝国大学史学科（国史科専攻）卒業。同大学院入学。1932年（昭和7年）より東京文理科大学（後の東京教育大学）講師となり、1933年（昭和8年）同大助教授、1943年（昭和18年）同大教授。1946年（昭和21年）公職追放。1952年（昭和27年）東京教育大学教授。1963年（昭和38年）定年退官、名誉教授。立正大学教授、1975年（昭和50年）退職。
1947年（昭和22年）「宮座の研究」により、京都大学から文学博士の学位を授与される。

## 研究領域と学績
京大在学中は、西田直二郎から文化史学、濱田耕作から考古学を学び、滋賀県下の史跡調査および大津京跡・紫香楽宮跡の調査などに従事する。また、西田の自宅で行なわれた「金曜会」メンバーの池田源太・山根徳太郎・水野清一らとともに、京都帝国大学民俗談話会（のちの京都帝国大学民俗学会?）を発足し、初期の中核メンバーとなる。
古代の神話など民俗事象と歴史との関係について多くの論考を発表。近畿地方の宮座の研究は、その後の宮座研究の基礎的な文献として位置づけられている。
東京文理科大学では、日本文化史を担当。和歌森太郎・萩原竜夫・桜井徳太郎など、歴史と民俗の関係に関心をもつ研究者を輩出し、戦後、東京教育大学系の民俗学者を中心に発展する「歴史民俗学」一派の淵源となった。
思想的には戦後も天皇崇拝者であり続け、天皇に関する著書も多く出している。

## 著書

### 単著
- 『風土記抄』弘文堂書房、1933年。
  - 『風土記抄』弘文堂、1942年。
- 『近江に於ける宮座の研究』東京文理科大学、1938年。
  - 『近江に於ける宮座の研究』臨川書店〈東京文理科大学文科紀要 第16巻〉、1973年。 - 肥後 (1938a)の複製。
- 日仏社会学会 編『古代伝承研究』河出書房〈社会学研究叢書〉、1938年。
- 『日本神話研究』河出書房、1938年。
- 『日本国家思想』弘文堂書房〈教養文庫5〉、1939年。
- 『日本文化』弘文堂、1939年。
- 『大津京阯の研究』文泉堂、1940年。
- 『古代精神』河出書房、1940年。
- 『日本神話と国民性』皇道学会、1940年。
- 『文化と伝統』葦牙書房、1941年。
- 『宮座の研究』弘文堂、1941年。
  - 『宮座の研究』弘文堂、1970年。 -肥後 (1941b)の複製。
- 『近世思想史研究』ふたら書房〈世界思想史研究〉、1943年。
- 『歴史的精神』弘文堂、1943年。
- 『藤田東湖』新潮社〈日本思想家選集〉、1944年。
- 『歴史と現代』河出書房、1944年。
- 『古代史について』目黒書店〈目黒教養叢書 3〉、1946年。
- 『天皇制の成立』河出書房、1946年。
- 『茶道周辺』河原書店、1947年12月。
- 『日本に於ける原始信仰の研究』東海書房、1947年。
- 『日本古代史』目黒書店、1948年。
- 『日本古代の民衆とその生活』目黒書店、1948年。 - 表紙等の書名は「日本古代民衆とその生活」。
- 『日本神話の歴史的形成』人文書林、1948年。
- 『天皇史』新日本歴史学会、1949年。
  - 『天皇史』冨山房、1950年。
- 『日本文化史概説』千代田書房、1949年。
- 『最新日本史』有朋堂、1950年。
- 『新編日本世界対照年表』有朋堂、1950年。
- 『日本に於ける原始信仰の研究』東海書房、1950年。
- 『日本の歴史』牧野四子吉 絵、広島図書〈銀の鈴文庫 学習篇 10〉、1950年。
- 『民衆の生活史』六三書院〈学級文庫〉、1950年。
- 『日本の神話』河出書房〈市民文庫 第59〉、1951年。
- 『文化の話』牧野四子吉 絵、広島図書〈銀の鈴文庫 学習篇 5〉、1951年。
- 『歴史について』冨山房、1951年。
- 『神武天皇　肇国伝説の形成』弘文堂〈アテネ新書 第46〉、1952年。
- 『日本の歴史』金子書房〈少年図書館選書 10〉、1953年。
- 『崇神天皇と卑弥乎』弘文堂〈アテネ新書〉、1954年。
- 『日本の神話』河出書房〈河出文庫〉、1954年。
- 『物語日本歴史』偕成社〈図説文庫 11〉、1954年。
- 『神話・伝承と古代文化』弘文堂〈アテネ文庫. 日本歴史シリーズ〉、1955年。
- 『目でみる日本史物語』 1巻、偕成社、1956年。
- 『目でみる日本史物語』 2巻、偕成社、1956年。
- 『目でみる日本史物語』 3巻、偕成社、1956年。
- 『目でみる日本史物語』 4巻、偕成社、1956年。
- 『目でみる日本史物語』 5巻、偕成社、1956年。
- 『目でみる日本史物語』 6巻、偕成社、1956年。
- 『目でみる日本史物語』 7巻、偕成社、1956年。
- 『目でみる日本史物語』 8巻、偕成社、1956年。
- 『神功皇后』弘文堂〈アテネ新書〉、1957年。
- 『日本文化史物語』偕成社〈図説文庫 37〉、1957年。
- 『神話時代　民族の思い出として親まれるように』至文堂〈日本歴史新書〉、1959年。
- 『天皇はなぜつづいたか』日本文化連合会〈日本文化学術叢書〉、1959年。
  - 『天皇はなぜつづいたか　天皇御在位60年記念号』（第3改訂）日本文化連合会〈日本文化学術叢書〉、1986年5月。 - 歴代天皇年表：pp.92-101。
- 『日本人史話』講談社教育図書出版部、1959年。
- 『最新日本世界対照年表』有朋堂、1963年。
- 『天皇と国のあゆみ』日本教文社〈日本人のための国史叢書3〉、1965年。
- 『日本のおこり　原始・大和時代』偕成社〈少年少女日本の歴史 1〉、1966年。
- 『大正から昭和へ　大正・昭和』偕成社〈少年少女日本の歴史 9〉、1967年。
- 『神話と民俗』岩崎美術社〈民俗・民芸双書 33〉、1968年。
- 『日本の神話』雪華社、1968年。
- 『水戸学と明治維新』常磐神社明治100年記念事業奉賛会、1968年。
  - 『水戸学と明治維新』（増補版）常磐神社社務所、1973年。
- 『神話と伝説』河原書店、1970年。
- 『日本神話伝承』雪華社、1970年。
- 『邪馬台国は大和である』秋田書店、1971年。
- 『崇神天皇』秋田書店、1974年。 - 巻末：天皇家系図。
- 『神話と歴史の間』大明堂、1976年。
- 『古代史上の天皇と氏族』弘文堂、1978年2月。

### 著作集
- 『肥後和男著作集』教育出版センター、1985年8月。 - 昭和6～25年刊の複製。
- 『肥後和男著作集』 第2期、教育出版センター、1993年3月。 - 複製。

### 共著
- 肥後和男 ほか『家庭の問題に関する8人の意見』日本教文社〈教文新書〉、1955年。
- 肥後和男 ほか『歴代天皇紀』秋田書店、1972年。
- 水戸部正男 編著、肥後和男 ほか『図説歴代天皇紀』秋田書店、1989年3月。ISBN 4-253-00297-8。 - 帙入。

### 編著
- 肥後和男、大森志郎 共編 編『日本文化史講座』 第1、明治書院、1959年。
- 肥後和男・大森志郎 共編 編『日本文化史講座』 第2、明治書院、1958年。
- 肥後和男・大森志郎 共編 編『日本文化史講座』 第3、明治書院、1958年。
- 肥後和男・大森志郎 共編 編『日本文化史講座』 第4、明治書院、1958年。
- 肥後和男・大森志郎 共編 編『日本文化史講座』 第5、明治書院、1959年。
- 肥後和男・大森志郎 共編 編『日本文化史講座』 第6、明治書院、1959年。
- 肥後和男 編『歴代天皇図巻』秋田書店、1975年。

## 記念論集
- 肥後先生古稀記念論文刊行会 編『日本文化史研究』弘文堂、1969年。
- 肥後先生古稀記念論文刊行会 編『日本民俗社会史研究』弘文堂、1969年。